# Языки ДР Конго
Демократическая Республика Конго (ДРК) является многоязычной страной, где по оценкам в общей сложности существует 242 живых разговорных языка. Ethnologue перечисляет 215 языков. Официальным языком является французский, унаследованный от колониального периода. Четыре языка имеют «национальный» статус: конго, лингала, суахили, луба. По данным международной организации франкоязычных стран (МОФ) на 2018 год 51 % населения ДРК владеет французским языком. ДРК является второй в абсолютных числах населения франкоязычной страной в мире после Франции, в 2022 году 48 924 702 конголезца, или 51,37 % населения ДРК, умели читать и писать по-французски, против 66 393 815 французов, или 96,91 % населения Франции, которые умели читать и писать по-французски. Киншаса — столица Демократической Республики Конго является крупнейшим по населению франкоязычным городом в мире.
Когда страна была бельгийской колонией, 4 языка уже изучали и преподавали в начальной школе, что делает её из немногих африканских стран, имеющих грамотность на национальных языках во время европейского колониального периода. В колониальный период нидерландский и французский языки были официальными языками, но французский, безусловно, был самым важным языком.

## Жестовые языки
Есть 12 институтов для глухих, где их обучают французскому жестовому языку или его вариантам, также распространён американский жестовый язык.

## Другие языки
Другими наиболее заметными языками ДРК являются будза, джабиян, ленду, лунда, мангбету, монго, нанде, нгбака, нгбанди, тетела, чокве, эборна.
В 2010 году правительство решило включить португальский язык в качестве дополнительного языка в школах.